# Gerje–Perje-sík
A Gerje–Perje-sík  a Duna–Tisza közi homokhátságon, három vármegye (Pest, Bács-Kiskun és Jász-Nagykun-Szolnok) találkozásánál helyezkedik el. Dél felől a Pilis-Alpári homokhát, kelet felől a Szolnoki-ártér, északról a Tápió-vidék és a Jászság határolja, míg nyugatról a Monor–Irsai-dombság.
Három vízfolyás, a Gerje, a Perje, (később ezek összefolyása) és a Kőrös-ér halad keresztül a területen, ahol egyaránt megtalálhatóak a láprétek, sztyeppe legelők és a szikes puszták. Mezőgazdasági táj, ahol zömében növénytermesztésre és állattartásra használt területek kerültek kialakításra. Az itt élő őshonos növényzetet főként a zsombékos és pusztai környezetet kedvelő növények alkotják. Az erdős területek minden esetben betelepített ültetvény eredetűek.